# Федінчук Володимир Васильович
Володи́мир Васи́льович Федінчу́к (20 грудня 1992 — 22 січня 2024, під Новомихайлівкою Донецької області) — український театральний актор. Актор Коломийського академічного обласного українського драматичного театру ім. Івана Озаркевича (2011—2016), артист драми Рівненського обласного академічного українського музично-драматичного театру (2016—2024), учасник народного ансамблю танцю «Сварга». Володар Гран-прі XVIII Всеукраїнського конкурсу виконавців художнього слова ім. Лесі Українки (2023). Загинув на фронті у січні 2024 року.

## Життєпис
Народився 20 грудня 1992 року в селі Ставках, нині Гримайлівської громади Чортківського району Тернопільської области України.
Випускник Теребовлянського училища культури (2012), закінчив Рівненський державний гуманітарний університет за спеціальністю «Театральне мистецтво» (2015).
З 2011 року працював у Коломийського академічного обласного українського драматичного театру ім. Івана Озаркевича. З 2016-го — актор драми Рівненського обласного академічного українського музично-драматичного театру. Був активно задіяний у репертуарі театру — виконував провідні ролі у виставах «Войцек» за Георгом Бюхнером, «На полі крові» за поемою Лесі Українки, зіграв Енея в «Енеїді» Котляревського та молодого Скруджа у «Різдвяній історії» Дікенсена — головних прем'єрах театру 2023 року. Став володарем Гран-прі ХVІІІ Всеукраїнського конкурсу виконавців художнього слова ім. Лесі Українки, який 2023 року пройшов у місті Звягель (за виконання монологу Юди з драматичної поеми «На полі крові»). Режисер Максим Голенко, після роботи над виставою «Зерносховище», назвав Володимира «одним із найдрайвовіших акторів Рівненського театру».
Захищати країну під час повномасштабного російського вторгнення пішов наприкінці 2023 року. Загинув 22 січня 2024 року в боях під Новомихайлівкою Донецької області у віці 31 року. «ТИ зустрів 2024-ий „на нулі“. ТИ писав, що знаєш запах бою, що понад тиждень не вилазив з окопу, що бачив, як побратимів посікло осколками, а потім сам відчув біль в скаліченій руці. І раптом ТИ зник. Зв'язок обірвався, але надія жила. А потім звістка: ТЕБЕ більше немає з нами. ТИ загинув, як герой. В бою» — написав очільник Рівненського театру Володимир Петрів. «Коли ще раз почую гівновираз: „Нєзамєнімих нєт людєй!“ Не стримаюсь і плюну у мармизу, Бо вже на цій війні загинув наш Еней!», — висловився музикант і карикатурист Юрій Журавель та намалював портрет Володимира Федінчука.
Прощання з полеглим воїном відбулося 1 лютого 2024 року на Театральній площі перед театром, згодом у Соборі Святого Миколая Чудотворця. Похований на кладовищі «Нове» у Рівному.

## Пам'ять
Рішенням міської ради №4669 від 14 березня 2024 року Володимир Федінчук став почесним громадянином Рівного. У вересні 2024-го Володимира Федінчука нагороджено посмертно Рівненською міською мистецькою молодіжною премією ім. Олександра Храпаченка в галузі театрального мистецтва. 22 січня 2025 року, у день загибелі військового, у Рівненському обласному музично-драматичному театрі зіграли виставу «Енеїда» в пам'ять Володимира Федінчука. 2025 року організовано Фестиваль-конкурс читців «Еней був парубок моторний» імені Володимира Федінчука, який проходить у двох номінаціях: «Декламація» (виразне читання уривків) та «Інсценізація» (театральні постановки), де учасники відтворюють уривки з твору «Енеїда» Івана Котляревського

## Робота в театрі
Коломийський академічний обласний український драматичний театр імені Івана Озаркевича
Рівненський обласний академічний український музично-драматичний театр
Репертуар наведено за сайтом театру:
- (введення) — 2010 — «Калігула» за однойменною п'єсою[en] Альбера Камю; реж. Сергій Павлюк — Сціпіон
- (введення) — 2011 — «Любов по-американськи» Євгена Геркена; реж. Олександр Олексюк — Нік
- (введення) — 2011 — «Каліка з острова Інішмаан» за п'єсою «Каліка з Інішмаана[en]» Мартіна Мак-Дони; реж. Володимир Петрів — Бартлі
- (введення) — 2014 — «Та не однаково мені…» за Тарасом Шевченком; реж. Володимир Петрів
- «Дуже проста історія» Марії Ладо; реж. Сергій Павлюк — Собака
- «Зелена борода» Володимира Петріва; реж. Станіслав Лозовський — Пірат альфа
- «Золоте курча»; реж. Олександр Олексюк — Вовк
- «Маленька чаклунка» ; реж. Станіслав Лозовський — отаман / стрілець / чаклун
- «Моя чарівна леді» мюзикл Фредеріка Лоу та Алана Джей Лернера; реж. Максим Булгаков — Фредді Ейнсфорд-Хілл
- «Наташкіна мрія» Ярослави Пулінович[ru]; реж. Галина Шарко — судова поліція
- 2016 — «Моя професія — синьйор з вищого світу» Джуліо Скарніччі, Ренцо Тарабузі; реж. Володимир Петрів — Антоніо
- 2017 — «Маруся Чурай» Сергія Павлюка за однойменним романом Ліни Костенко; реж. Сергій Павлюк — Іван Іскра
- 2018 — «Войцек» за однойменною п'єсою Георга Бюхнера; реж. Іван Данілін — Войцек[20][21]
- 2018 — «Господиня заїзду» за п'єсою «Корчмарка[en]» Карло Ґольдоні; реж. Олександр Олексюк — Фабріціо
- 2019 — «Коза-вередуха» за українською народною казкою «Коза-дереза»; реж. Олександр Олексюк — Старий
- 2019 — «Білосніжка і семеро гномів» за мотивами казки братів Грімм; реж. Станіслав Лозовський — Гном
- 2021 — «На полі крові» за драматичною поемою Лесі Українки; реж. Іван Данілін — Чоловік / Юда
- 2022 — «Зерносховище» Наталії Ворожбит; реж. Максим Голенко — Горобець
- 2023 — «Енеїда» за однойменною поемою Івана Котляревського; реж. Іван Данілін — Еней[22][23]
- 2023 — «Пристрасті на мільйон» за п'єсою «Моя професія — синьйор з вищого світу» Джуліо Скарніччі, Ренцо Тарабузі; реж. Володимир Петрів — Антоніо[24]
- 2023 — «П'ять пісень Полісся» Людмили Тимошенко; реж. Галина Шарко — Георгій
- 2023 — «Скрудж. Різдвяна історія» за повістю «Різдвяна пісня в прозі, або Різдвяне оповідання з привидами» Чарлза Дікенсена; реж. Володимир Петрів (Україна) та Генрік Адамик (Польща) — Ебенезер Скрудж в молодості

## Нагороди та визнання
- 2023 — XVIII Всеукраїнський конкурс виконавців художнього слова ім. Лесі Українки (м. Звягель) — Гран-прі за виконання монологу Юди з драматичної поеми «На полі крові» Лесі Українки[1]